# Jan Kromkamp
Jan Kromkamp (født 17. august 1980 i Makkinga, Holland) er en tidligere professionel hollandsk fodboldspiller. Han spillede normalt højre back eller højre fløj. Han spillede gennem karrieren for blandt andet PSV Eindhoven og Liverpool, og nåede desuden 11 kampe for det hollandske landshold.